# Pierre Weill (réalisateur)
Pour les articles homonymes, voir Pierre Weill et Weill.
Pierre Marcel Weill, le 18 mars 1906 dans le 11e arrondissement de Paris, ville où il est mort le 24 mars 1961 au sein de l'Hôpital Cochin dans le 14e arrondissement, est un réalisateur et producteur français.

## Biographie
Il a été marié de 1928 à 1938 avec l'actrice Colette Darfeuil puis de 1939 à sa mort avec l'actrice Nane Chaubert.

## Filmographie

### Réalisateur
- 1928 : Gros sur le cœur
- 1929 : Voici dimanche
- 1932 : Mardi gras
- 1932 : La Cure sentimentale
- 1932 : L'Affaire de la rue Mouffetard (moyen métrage)
- 1933 : Byrrh-Cassis gagnant (court métrage)
- 1933 : Le Béguin de la garnison (coréalisé avec Robert Vernay)
- 1933 : La Nuit des dupes (court métrage (coréalisé avec Maurice Labro)
- 1934 : Le Médecin malgré lui (court métrage)
- 1934 : J'épouserai mon mari (court métrage, coréalisé avec Maurice Labro)
- 1935 : Gai, gai marions-nous (court métrage)
- 1935 : Le Train d'amour
- 1935 : L'École des vierges
- 1935 : Papa sandwich (court métrage)
- 1936 : Trois dans un moulin
- 1936 : La Madone de l'Atlantique

### Producteur
- 1941 : Trois Argentins à Montmartre d'André Hugon